# Порівняння програмного забезпечення для оптичного розпізнавання символів
Це порівняння програмного забезпечення для порівняння оптичного розпізнавання символів включає:
- Двигун OCR, який безпосередньо виконує ідентифікацію символів
- Програмний код для аналізу зон, який ділить відсканований документ на зони, придатних для оптичного розпізнавання
- Графічні інтерфейси до одного або декількох двигунів OCR
- Комплекти розробки програмного забезпечення, які використовуються для додавання можливості розпізнавання в інше програмне забезпечення (наприклад, додатки для обробки форм, системи керування візуалізацією документів, системи електронного виявлення, записи рішень в галузі керування)

| Назва                             | Рік заснування | Останній стабільний випуск | Рік випуску | Тип ліцензії | Мережева версія | Windows | Mac OS X | Linux | BSD | Мови програмування                                                                           | Наявний SDK   | Мови                      | Шрифти                                                                | Вихідні формати файлів                                                             | Примітки |
| --------------------------------- | -------------- | -------------------------- | ----------- | ------------ | --------------- | ------- | -------- | ----- | --- | -------------------------------------------------------------------------------------------- | ------------- | ------------------------- | --------------------------------------------------------------------- | ---------------------------------------------------------------------------------- | --- |
| Tesseract                         | 1985           | 3.04.01                    | 2016-02-16  | Apache       | Ні              | Так     | Так      | Так   | Так | C++, C                                                                                       | Так           | 100+                      | ?                                                                     | Text, hOCR, PDF, інші, у залежності від різного користувацького мнтерфейсу або API | Створено компанією Hewlett-Packard; при подальшій розробці компанією Google |
| Screenworm                        | 2013           | 1.0                        | 2014        | власницька   | Ні              | Ні      | Так      | Ні    | Ні  | Objective-C++                                                                                | Ні            | 57                        | ?                                                                     | TXT                                                                                | Продукт компанії Funchip. Використовують OCR-двигун Tesseract. |
| ExperVision TypeReader & RTK      | 1987           | 7.1.170.1125               | 2010        | власницька   | Так             | Так     | Так      | Так   | Так | C/C++                                                                                        | Так           | 21                        | 2618                                                                  |                                                                                    | Має мобільну і вбудовану версії для системи на iOS/Android і інші. |
| AliusDoc AD-SCI                   | 2005           | 2.1                        | 2015        | власницька   | Ні              | Так     | Ні       | Ні    | Ні  | VB.Net                                                                                       | Для розширень | Всі мови, сумісні з ASCII | ?                                                                     | XML, PlainText, будь-які інші, завдяки розширенням                                 | Мінімальні потреби у післяпродажному Професійному Сервісі. Працює зі структурованими, напівструктурованими, і неструктурованими документами. |
| ABBYY FineReader                  | 1989           | 14                         | 2017-01-25  | власницька   | Так             | Так     | Так      | Так   | Так | C/C++                                                                                        | Так           | 192                       | ?                                                                     | DOC, DOCX, XLS, XLSX, PPTX, RTF, PDF, HTML, CSV, TXT, ODT, DjVu, EPUB, FB2         | Компанія ABBYY також надає комплекти розробки програмного забезпечення для вбудованих та мобільних пристроїв. Професійна, Корпоративна та Ліцензія для Сайту версії випусків для Windows, Express Edition для Mac.                                                                                              |
| e-Aksharayan                      | 2010           |                            |             |              |                 | Так     | Ні       | Так   | Ні  |                                                                                              |               | 14                        |                                                                       | RTF, TXT, BRL                                                                      | |
| Asprise OCR SDK                   | 1998           | 15                         | 2015        | власницька   | Так             | Так     | Так      | Так   | Так | Java, C#,VB.NET, C/C++/Delphi                                                                | Так           | 20+                       | ?                                                                     | звичайний txt, PDF з можливістю пошуку, XML                                        | Java, C#, VB.NET, C/C++/Delphi SDK-ї для оптичного розпізнавання та зчитування Баркодів для систем на Windows, Linux, Mac OS X та Unix. |
| Nicomsoft OCR SDK                 | 1999           | 5.5                        | 2015        | власницька   | Ні              | Так     | Ні       | Так   | Ні  | C#, VB.NET, C++, Delphi, Java                                                                | Так           | 25+                       | ?                                                                     | PDF з можливістю пошуку, Text, RTF                                                 | C#, VB.NET, C++, Delphi, Java засоби розпізнавання символів для Windows та Linux. |
| AnyDoc Software                   | 1989           | ?                          | ?           | власницька   | Ні              | Так     | Ні       | Ні    | Ні  | VBScript                                                                                     | ?             | ?                         | ?                                                                     |                                                                                    | Працює зі структурованими, напівструктурованими, і неструктурованими документами. |
| LEADTOOLS                         | 1990           | 19.0                       | 2014        | власницька   | Так             | Так     | Так      | Так   | Ні  | C/C++, .NET, Objective-C, Java, JavaScript                                                   | Так           | 56                        | Будь-які друковані шрифти                                             | PDF, PDF/A, DOC, DOCX, XLS, XPS, RTF, HTML, ANSI Text, Unicode Text, CSV           | Підтримка Латинських, Азіатських, Арабських наборів символів і набори символів MICR. Для повних сторінок, зональної обробки, та обробка заповнених формулярів. Включає розпізнавання символів, баркодів, Зчитування оптичних позначок та зчитування формулярів. Підтримується розпізнавання рукописного тексту. |
| CuneiForm                         | 1996           | 1.1                        | 2011-04-19  | BSD варіант  | Ні              | Так     | Так      | Так   | Так | C/C++                                                                                        | Так           | 28                        | Будь-які друковані шрифти                                             | HTML, hOCR, native, RTF, TeX, TXT                                                  | Система корпоративного класу, може зберегти форматування тексту і розпізнає складні таблиці будь-якої структури |
| (a9t9)FreeOCR                     | 2015           | 1.022                      | 2015        | GPL          | Так             | Так     | Ні       | Ні    | Ні  | C#                                                                                           | Так           | 23                        | Будь-які друковані шрифти                                             | TXT                                                                                | настільне програмне забезпечення для Windows, додаток Windows Store і мережевий вебдодаток - перетворює відскановані документи в текстові документи придатні для редагування за допомогою OCR. |
| SimpleOCR                         | 2002           | 3.5                        | 2008        | власницька   | Ні              | Так     | Ні       | Ні    | Ні  | ?                                                                                            | ?             | ?                         | ?                                                                     |                                                                                    | |
| Dynamsoft OCR SDK                 | 2003           | 8.2                        | 2012        | власницька   | Так             | Так     | Ні       | Ні    | Ні  | C/C++                                                                                        | Так           | 40+                       | ?                                                                     | PDF, TXT                                                                           | Dynamsoft є провідним постачальником SDK-їв для захоплення зображень і інструментів контролю версій. |
| OmniPage                          | 1970s          | 19.2                       | 2015        | власницька   | Так             | Так     | Так      | Ні    | Ні  | C/C++, C#                                                                                    | Так           | 125                       | Машинні та ручні друкарські шрифти                                    | DOC/DOCX, XLS/XLSX, PPTX, RTF, PDF, PDF з можливістю пошуку, HTML, TXT, XML, ePUB  | Продукт компанії Nuance Communications |
| Microsoft Office OneNote 2007     | 2007           | ?                          | 2007        | власницька   | Ні              | Так     | Ні       | Ні    | Ні  | ?                                                                                            | ?             | ?                         | ?                                                                     |                                                                                    | |
| FreeOCR                           | ?              | 4.2                        | August 2012 | власницька   | Ні              | Так     | Ні       | Ні    | Ні  | ?                                                                                            | ?             | ?                         | ?                                                                     |                                                                                    | [ 25 ] |
| GOCR                              | 2000           | 0.50                       | 2013        | GPL          | Так             | Так     | Так      | Так   | Так | C                                                                                            | ?             | ?                         | ?                                                                     |                                                                                    | |
| Ocrad                             | ?              | 0.25                       | 2015-04-16  | GPL          | Так             | Так     | Так      | Так   | Так | C++                                                                                          | Так           | Латинський алфавіт        | ?                                                                     |                                                                                    | Утиліта командного рядка |
| SmartScore                        | ?              | ?                          | ?           | власницька   | Ні              | Так     | Так      | Ні    | Ні  | ?                                                                                            | ?             | ?                         | ?                                                                     |                                                                                    | Для музичних нот |
| Microsoft Office Document Imaging | ?              | Office 2007                | 2007        | власницька   | Ні              | Так     | Ні       | Ні    | Ні  | ?                                                                                            | ?             | ?                         | ?                                                                     |                                                                                    | Використовується OmniPage[джерело?] |
| OCR.net                           | 2016           | ?                          | 2016        | власницька   | Так             | Ні      | Ні       | Ні    | Ні  | Java, C++, PHP, Objective-c                                                                  | Ні            | 100+                      | ?                                                                     | TXT, PDF з можливістю пошуку                                                       | Мережевий сервіс, для перетворень використовує рушій PDF OCR X. |
| PDF OCR X                         | 2008           | 2.0.22                     | 2016        | власницька   | Ні              | Так     | Так      | Ні    | Ні  | Java, C++, Objective-C                                                                       | Ні            | 100+                      | ?                                                                     | TXT, PDF з можливістю пошуку                                                       | Користувацький інтерфейс «drag and drop». |
| Puma.NET                          | ?              | ?                          | ?           | BSD          | Ні              | Так     | Ні       | Ні    | Ні  | C#                                                                                           | Так           | 28                        | Будь-які друковані шрифти                                             |                                                                                    | .NET OCR SDK оснований на Когнітивних технологіях розпізнавального рушія CuneiForm. Оболонка Puma COM серверу і надається спрощеній API для .NET-застосунків |
| ReadSoft                          | ?              | ?                          | ?           | власницька   | Ні              | Так     | Ні       | Ні    | Ні  | ?                                                                                            | ?             | ?                         | ?                                                                     |                                                                                    | Сканування, захоплення і класифікація ділових-документів, таких як рахунки-фактури, форми і замовлення на поставку інтегрованих з бізнес-процесами. |
| Scantron                          | ?              | ?                          | ?           | власницька   | Ні              | Так     | Ні       | Ні    | Ні  | ?                                                                                            | ?             | ?                         | ?                                                                     |                                                                                    | Для роботи з локалізованим інтерфейсом, потрібна відповідна мовна підтримка. |
| OCRFeeder                         | ?              | 0.7.11                     | 2009        | GPL          | Ні              | Ні      | Ні       | Так   | Ні  | Python                                                                                       | ?             | ?                         | ?                                                                     |                                                                                    | Оснащена повноцінним користувацьким інтерфейсом, і має засоби для роботи із командного рядка для автоматичних операцій. Має власний алгоритм сегментації, але вікористовує поширені рушії розпізнавання, наприклад Tesseract або Ocrad                                                                          |
| OCRopus                           | 2007           | 1.3.3                      | 2017-12-16  | Apache       | Ні              | Ні      | Так      | Так   | Так | Python                                                                                       | ?             | ?                         | ?                                                                     | hOCR, HTML, TXT                                                                    | Підключуване середовище у стадії активної розробки, використовується у Google книги |
| MathOCR                           | 2014           | 0.0.3                      | 2015        | GPL          | Ні              | Так     | Так      | Так   | Так | Java                                                                                         | ?             | ?                         | ?                                                                     | HTML, LaTeX                                                                        | Оснащений розпізнаванням математичних формул та логічним аналізом розташування, може використовувати такі рушії OCR, як Tesseract або Ocrad у фоні. |
| MeOCR                             | 2012           | 1.0.0                      | 2012        | власницька   | Ні              | Так     | Ні       | Ні    | Ні  | C/C++/C#                                                                                     | Так           | 28                        | Будь-які друковані шрифти                                             | HTML, hOCR, native, RTF, TeX, TXT                                                  | Windows-застосунок. Перетворює відскановані докуменди в текстові документи, придатні для редагування завдяки розпізнаванню тексту, і може передавати результат до Microsoft Word-у в один клік. Оснащена повноцінним користувацьким інтерфейсом, а також має бібліотеку інтерфейсу .NET для розробників.        |
| Yunmai OCR SDK                    | 2002           | 1.0                        | 2013        | власницька   | Так             | Так     | Так      | Так   | Так | Java, C++, C, object pascal, objective-C                                                     | Так           | 14                        | Будь-яки друковані шрифти                                             | TXT, PDF                                                                           | Має перевагу у розпізнаванні китайських символів. |
| Anyline SDK                       | 2013           | 3.5.1                      | 2016        | власницька   | Ні              | No*     | No*      | No*   | No* | Java (Android), Objective-C & Swift (iOS), C# (Windows Phone, Xamarin), JavaScript (Cordova) | Yes           | 2 (Німецька, Англійська)  | Будь-який друкований шрифт, який можна відтренувати для розпізнавання | звичайний txt, перевірені зображення                                               | *Настроюваний SDK для мобільного оптичного розпізнавання на системах Android, iOS, Windows Phone, Розумних окулярів (Google Glass, Epson Moverio,...) |
| Назва                             | Рік заснування | Останній стабільний випуск | Рік випуску | Тип ліцензії | Мережева версія | Windows | Mac OS X | Linux | BSD | Мови програмування                                                                           | Наявний SDK   | Мови                      | Шрифти                                                                | Вихідні формати файлів                                                             | Примітки |